# De vertraagde film (hoorspel)

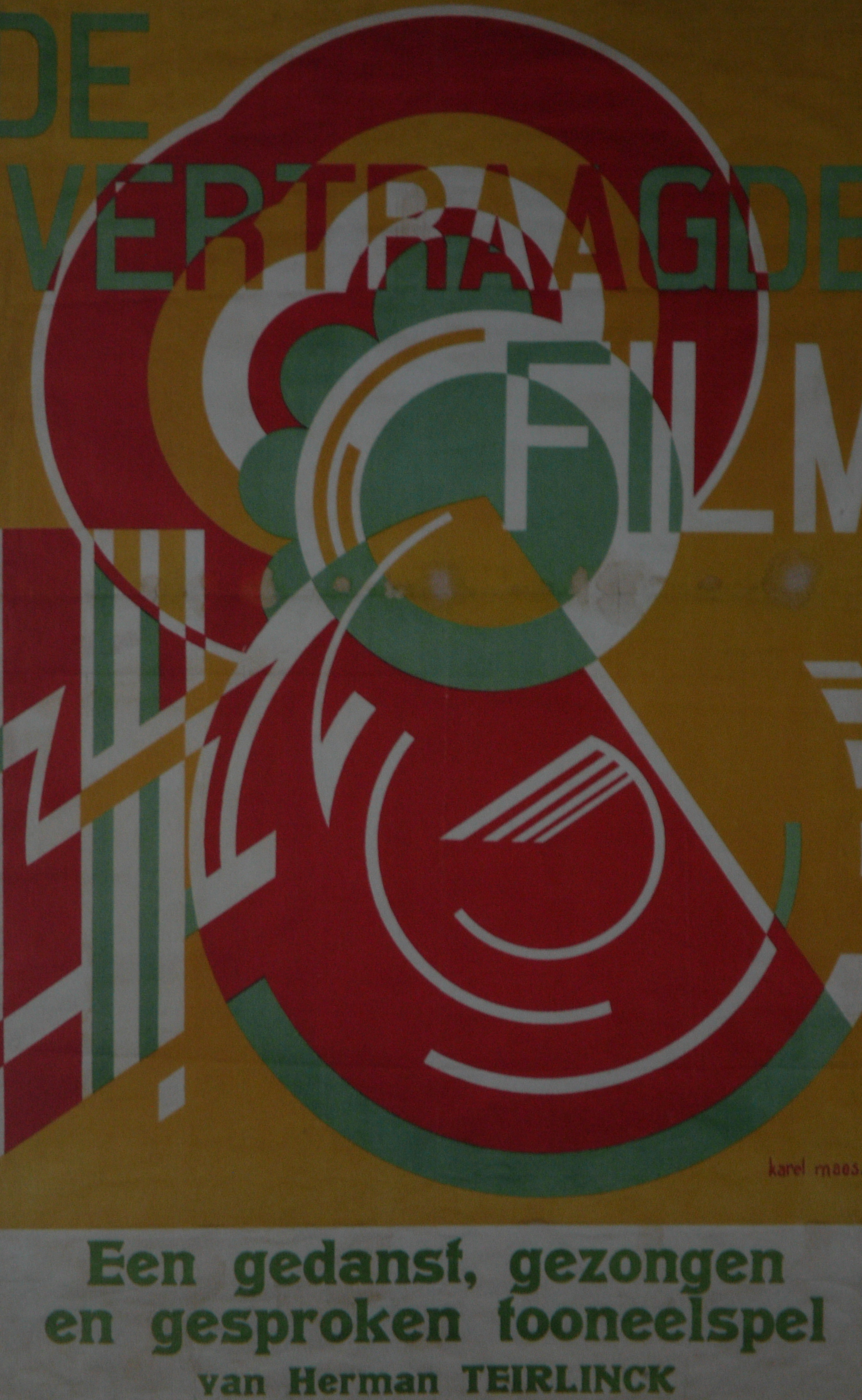
Affiche voor De vertraagde film, 1922 (Karel Maes)

De vertraagde film is een hoorspel naar het gelijknamige toneelstuk van Herman Teirlinck uit 1922. Jef Contryn bewerkte het toneelstuk in 1940 tot een hoorspelscenario, dat door de NIR werd geproduceerd. In 1950 bracht de NIR een nieuwe versie. In het jaar van Teirlincks overlijden, 1967, produceerde de BRT opnieuw een nieuwe versie, dit is de enige die bewaard is gebleven. De KRO bracht het op 12 december dat jaar in het programma Dinsdagavondtheater. Het klankdecor was van Louis De Meester, de reige was in handen van Frans Roggen. De uitzending duurde 70 minuten.

## Rolbezetting
- Domien De Gruyter (de man)
- Dora van der Groen (de vrouw)
- Frans Van den Brande (de lanterenman)
- Piet Bergers (eerste politieagent)
- Walter Cornelis (tweede politieagent)
- Meny Houthuys (het wilokswijf)
- Jos Joos (vaartkapoen)
- Emmy Leemans (de blonde)
- Jos Simons (Melchior)
- Joris Collet (Gaspar)
- Marcel Hendrickx (Balthazar)
- Jef Burm (Zot Lowietje)
- François Bernard (iemand)
- Gerard Vermeersch (de Dood)
- Marga Neirynck (Geheugen)
- Jeanine Schevernels (Vergetelheid)
- Jan Peré (de dwerg)

## Inhoud
Dit “mysteriespel” is een drieluik waarvan het middenpaneel als in een vertraagde film op symbolische wijze weergeeft wat er omgaat in een liefdespaar op het moment dat het door een sprong in de gracht zelfmoord wilde plegen. Tegen de verschrikkingen van de dood blijkt de liefde niet bestand. De zijvleugels schilderen op folkloristische wijze de levende werkelijkheid rondom de man en de vrouw die voor een kort ogenblik aan de werkelijkheid waren ontrukt. Het optreden van een groep Driekoningen-zangers en andere motieven verbinden de handeling ten slotte met Kerstmis en het begin van het nieuwe jaar.